# Ussurella napolovi
Ussurella napolovi là một loài bọ cánh cứng trong họ Cerambycidae.